# French Connection (vêtements)
Pour les articles homonymes, voir French Connection (homonymie).
French Connection est une société fondée au Royaume-Uni en 1969 qui vend des vêtements et des articles de mode à travers le monde.
Elle s’est fait connaitre en 1997 en communiquant sous le sigle fcuk (toujours écrit en minuscule). En effet, ce dernier est visuellement très similaire au terme anglais vulgaire "fuck", ce qui entraîne une confusion, un choc et attire l'attention. Celui-ci aurait été découvert en interne après la réception d’un fax en provenance de Hong Kong, portant l’en-tête : FCHK to FCUK.

La société a ensuite largement exploité ce sigle en le portant sur de nombreux slogans à travers les pays Anglos saxons. Parmi les messages très controversés et difficilement traduisibles on citera :  
- "fcuk this"
- "hot as fcuk"
- "mile high fcuk"
- "lucky fcuk"
- "Fun Comes Usually Kneeling"
- "fcuk on the beach"
- "cool as fcuk"
- "fcuk in / nom de la ville / "

Cette communication outrageuse a entrainé de nombreux procès et campagnes de boycott notamment aux États-Unis où certaines campagnes auraient été retirées des rues de certaines villes comme Boston.